# Lisa Weiß
Lisa Weiß (Düsseldorf, 1987. október 29. –) német női válogatott labdarúgó, a VfL Wolfsburg játékosa.

## Pályafutása

### Klubcsapatban
Az SV Lohausen csapatában nevelkedett, majd 2006-ban az élvonalbeli FCR 2001 Duisburg játékosa lett. Itt egy szezon alatt nem lépett tétmérkőzésen pályára és eligazolt az SGS Essen csapatához. 2007. október 7-én az 1. FFC Turbine Potsdam elleni bajnoki mérkőzésen lépett először a pályára. 2018-ig több mint 150 tétmérkőzésen állt a klub kapujába, majd a francia Olympique Lyon klubjába igazolt.
2020. július 23-án az Aston Villa együtteséhez szerződött. A következő szezonban a VfL Wolfsburg csapatához igazolt.

### A válogatottban
2008. május 22-én mutatkozott be az U23-as válogatottban az Amerikai U23-as válogatott ellen 1–0-ra elvesztett mérkőzésen. A felnőtt válogatottal elutazott a Finnországban megrendezett 2009-es női labdarúgó-Európa-bajnokságra, pályára nem lépett a győztes válogatottban.
2010. február 17-én bemutatkozott a válogatottban Észak-Korea ellen, miután a 17. percben Nadine Angerer megsérült.

## Sikerei, díjai

### Klub
- Olympique Lyonnais:
  - Francia bajnok: 2018–19
  - Francia kupagyőztes: 2018–19
  - UEFA Női Bajnokok Ligája győztes: 2018–19
  - Nemzetközi Bajnokok Kupája győztes: 2019[12]

- VfL Wolfsburg:
  - Német bajnok: 2021–22
  - Német  kupagyőztes: 2021–22

### Válogatott
- Németország
  - Női labdarúgó-Európa-bajnokság: 2009

## Külső hivatkozások
- Lisa Weiß adatlapja a Kicker oldalán (németül)
- Lisa Weiß adatlapja a Soccerdonna oldalán (németül)
- Lisa Weiß adatlapja a Soccerway oldalon (angolul)